# Maison au 55, rue du Général-de-Gaulle à Wasselonne
La maison au 55, rue du Général-de-Gaulle est un monument historique situé à Wasselonne, dans le département français du Bas-Rhin.

## Localisation
Ce bâtiment est situé au 55, rue du Général-de-Gaulle à Wasselonne.

## Historique
L'édifice fait l'objet d'une inscription au titre des monuments historiques depuis 1931.